# 大川遥
大川 遥（おおかわ はるか）は、茨城県生まれのクラリネット奏者である。
9歳よりクラリネットを始める。茨城県立水戸第三高等学校音楽科を経て、東京藝術大学音楽学部を卒業。
第26回 全日本ジュニアクラシック音楽コンクール 入賞。第25回 日本クラシック音楽コンクール 入賞。
2020年 第46回 茨城県新人演奏会にて奨励賞ならびに聴衆賞を受賞。
2018年 小澤征爾音楽塾オペラ・プロジェクトXVI「子供のための音楽会」に参加。JAPAN POPULAR CLASSICS CONCERT 2018など、イベント出演は多数。
2020年 CD「クラリネット ソナタ 第1番・第2番」（荒木健志郎 作曲）をリリース。また、NHK-BS特集ドラマ「うつ病九段」にてクラリネット・ソロを披露。
2022年 茨城名手・名歌手たち第30回に出演。
現在、ソロ、室内楽、オーケストラでの活動のほか、後進の指導にも注力している。永江楽器水戸 音楽教室 "アミリオ" 講師。雑誌『THE CLARINET』にて「お手入れ企画」も連載中。
これまでに、クラリネットを坂本沙織、四戸世紀、伊藤圭、野田祐介に、また、サクソフォンを須川展也の各氏に師事。

## CDリリース
クラリネットソナタ 第1番・第2番（荒木健志郎 作曲）
- 東京国際芸術協会